# Ford Flex

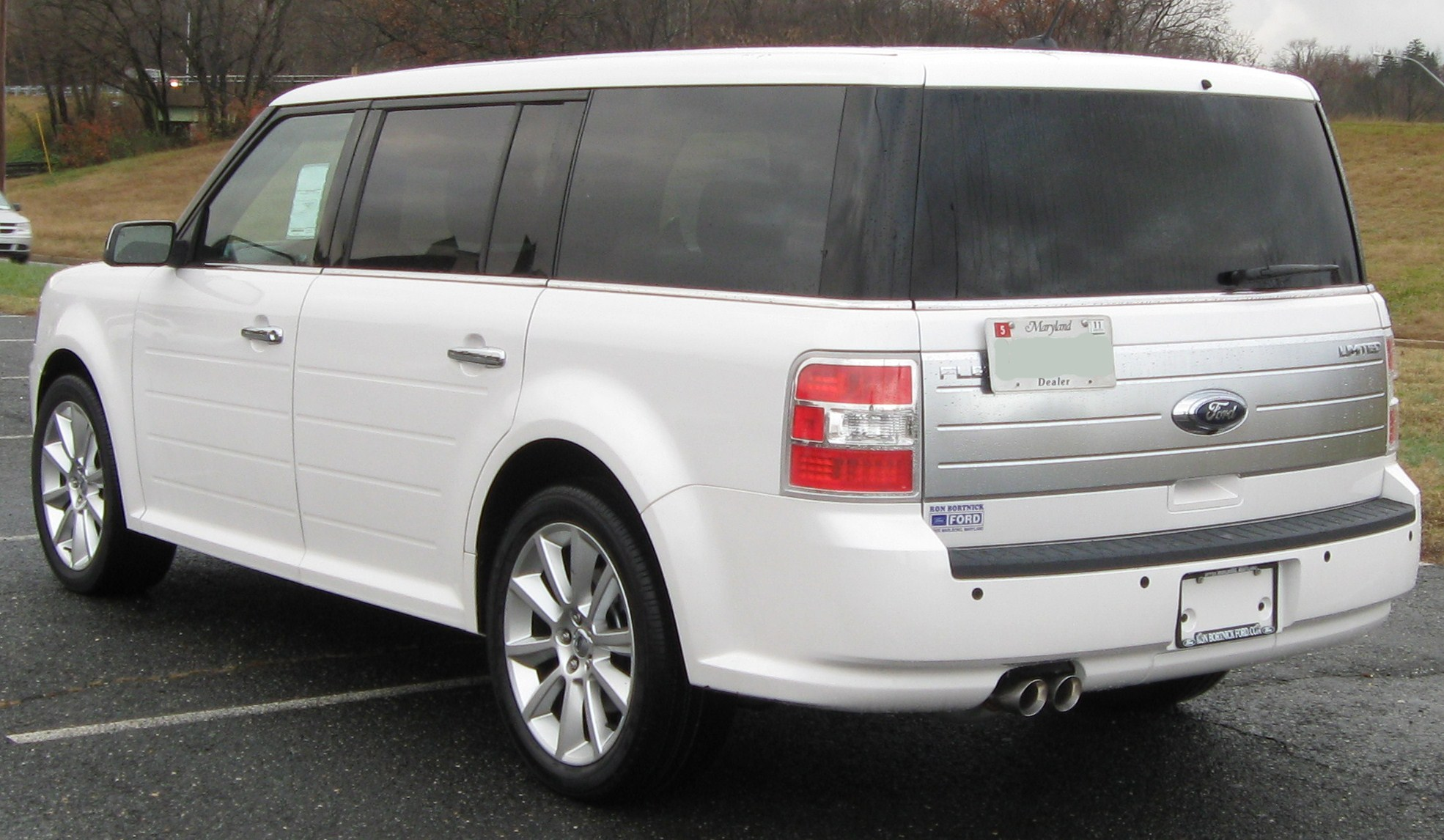
Heckansicht

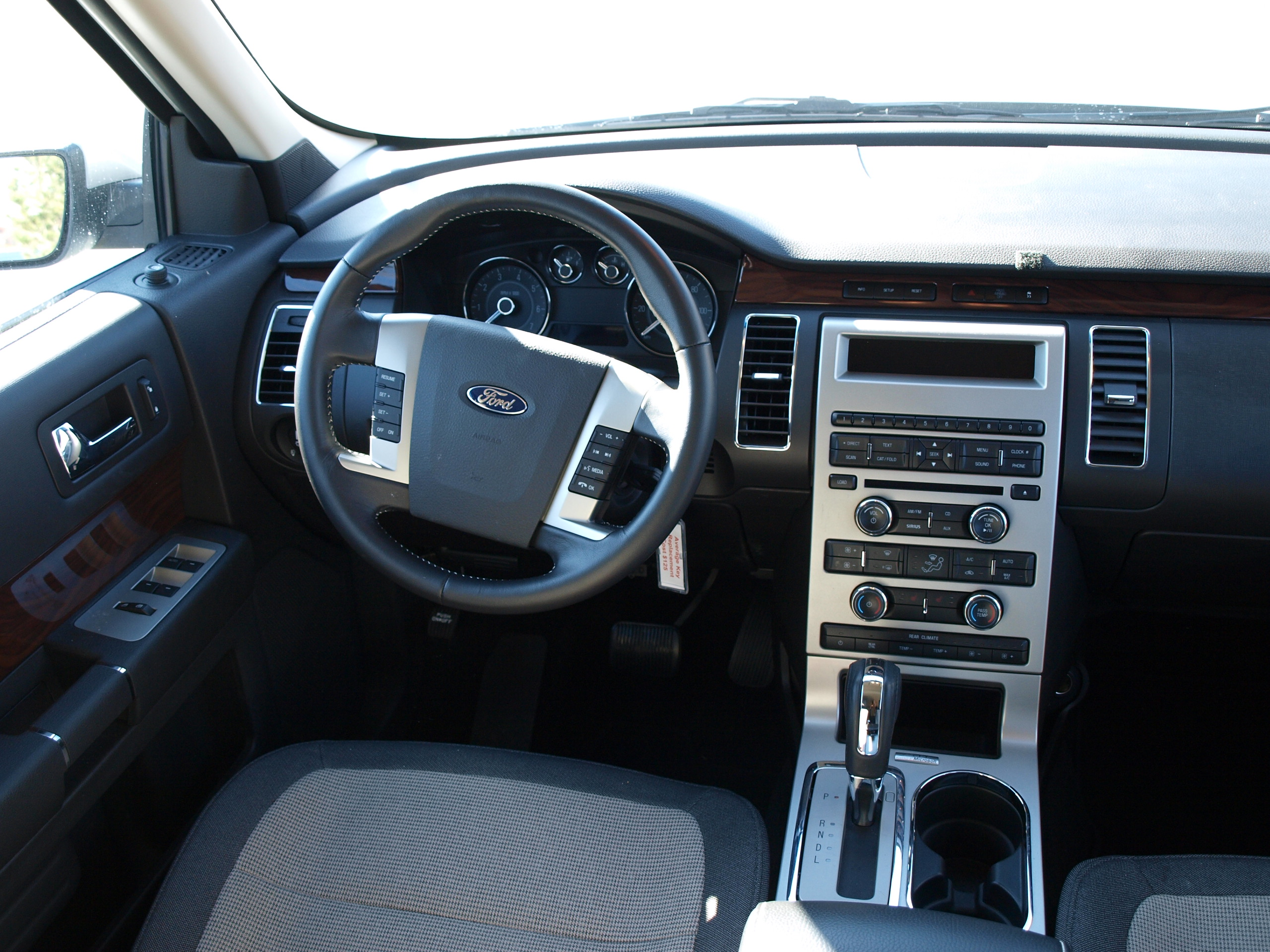
Interieur

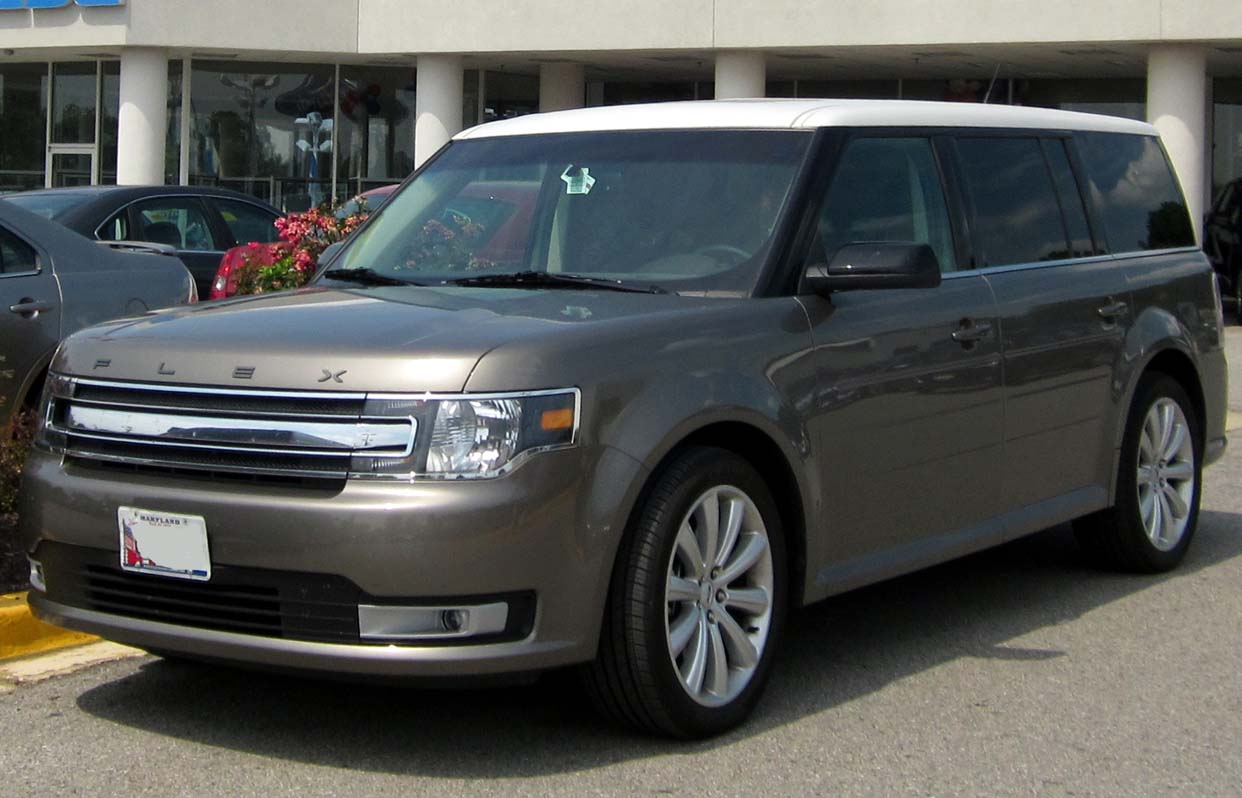
Ford Flex (2012–2019)

Der Ford Flex ist ein US-amerikanischer SUV, mit dem der Ford-Konzern die im Modelljahr 2009 eingestellten Modelle Ford Freestar und Mercury Monterey ersetzte. Sein Styling basiert auf dem Ford Fairlane Concept, das auf der North American International Auto Show 2005 gezeigt wurde. Der Ford Flex des Modelljahres 2009 wurde auf der New York International Auto Show 2007 vorgestellt. Der Verkauf des Flex begann im Sommer 2008. Der Flex entsteht an demselben „flexiblen“ Produktionsband wie sein Schwestermodell Lincoln MKT, der Edge und der Lincoln MKX im Werk Oakville (Ontario). Das Auslieferung begann 2008.

## Markt
Der Flex ist eine Kreuzung aus einem Familien-Van und einem SUV. 2006 beschloss Ford, die Produktion der veralteten Van-Modelle Ford Freestar und Mercury Monterey einzustellen, da seinerzeit die Verkaufszahlen und Gewinnmargen im Vergleich zu Fahrzeugen von Chrysler, Dodge und Autoherstellern aus Asien zurückgingen. Der Flex ist ein PKW-orientiertes Crossover-Fahrzeug, das die Möglichkeiten der Personenbeförderung eines Van mit der Transportkapazität und der Zugkraft eines SUV verbinden soll.

## Ausstattung

### Innenausstattung
Der Ford Flex bietet wahlweise sechs oder sieben Sitzplätze und verfügt über einstellbare wie auch ausbaubare Fußstützen für die Fondpassagiere. Die zweite und dritte Sitzreihe sind so variabel umzulegen, dass sich eine ebene Laderaumfläche ergibt. Der Wagen bietet als einziger in seiner Klasse auf Wunsch einen kleinen Kühlschrank in der Mittelkonsole der zweiten Sitzreihe. Ein sprachgesteuertes Kommunikations- und Unterhaltungssystem, Ford Sync genannt, verbindet die Funktionen Mobiltelefon, Satellitenradio, CD, DVD sowie andere Medien und das Navigationssystem miteinander und wurde zusammen mit Microsoft entwickelt. Das Wageninnere kann in sieben verschiedenen Farben beleuchtet werden; außerdem  gibt es ein mehrteiliges Schiebedach ähnlich wie beim Ford Edge.

### Außenausstattung

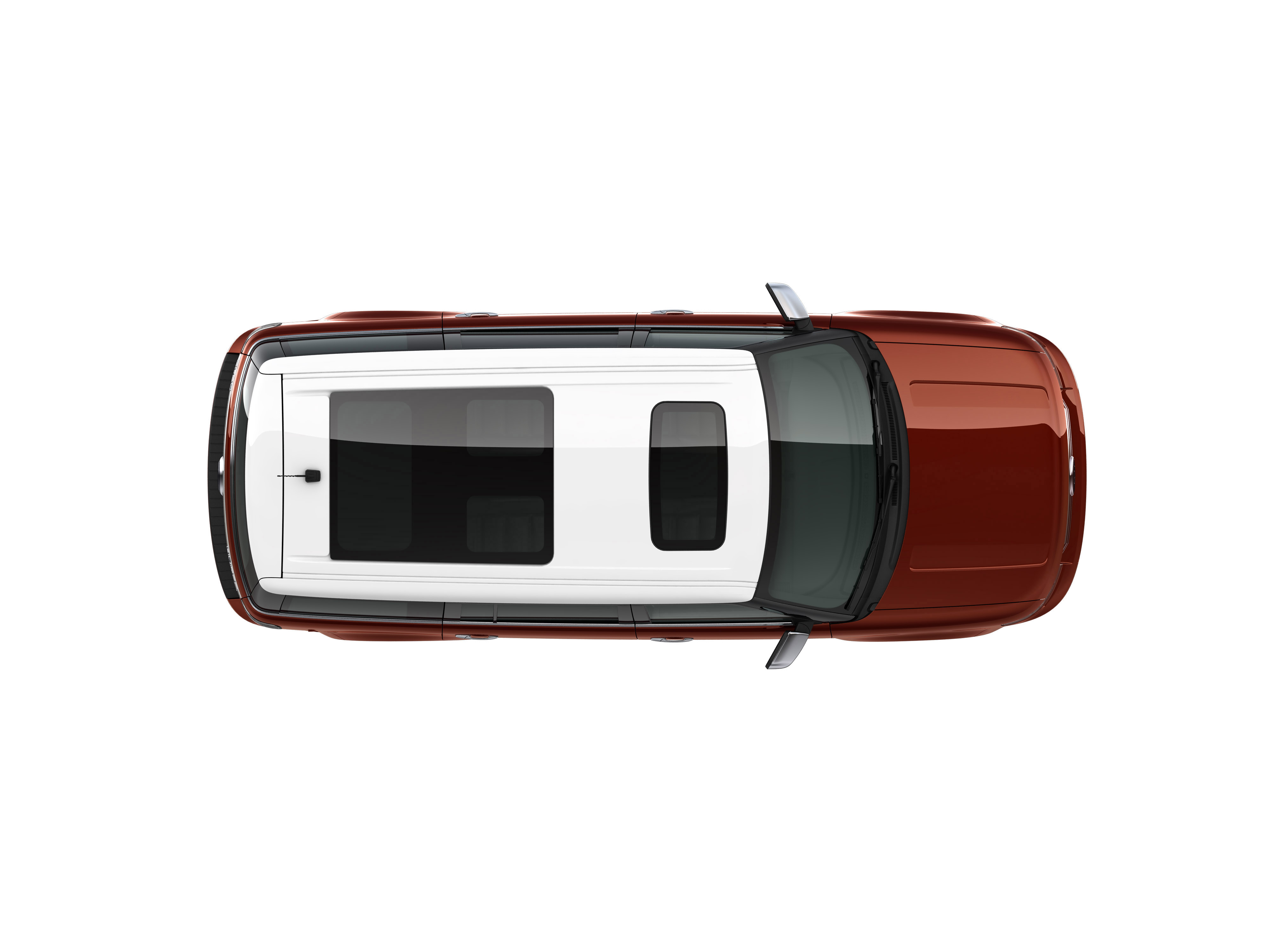
Das Panoramadach des Ford Flex

Der Flex setzt das für Ford typische Design mit drei horizontalen Chromstäben im Kühlergrill fort, das schon vom Edge und vom Taurus X bekannt ist. Fenster- und Dachsäulen sind mit schwarzem Kunststoff verkleidet, und das Dach ist in Weiß, Silber oder in Wagenfarbe erhältlich (ein Retro-Aspekt bei dem ansonsten modernen Wagen, ähnlich wie beim Mini). Der Flex hat LED-Rückleuchten und ein „kappenloses“ Tanksystem, bei dem es keinen üblichen Tankverschluss mehr gibt, wodurch ein besserer Abschluss insbesondere gegen Ausgasungen erzielt wird. Die serienmäßigen Räder haben einen Durchmesser von 18 Zoll; 19- und 20-Zoll-Räder sind auf Wunsch erhältlich.

### Sicherheit
Auf Wunsch gibt es eine Rückfahrkamera über dem Heckstoßfänger, die den Bereich hinter dem Fahrzeug auf einen 8-Zoll-Navigationsbildschirm überträgt, sobald der Rückwärtsgang eingelegt ist. Der Flex hat eine AdvanceTrac-Traktionskontrolle mit Überschlagskontrolle. Auf Wunsch ist auch Vierradantrieb erhältlich.

### Antrieb
Der 3,5-Liter-V6-Motor des Flex hat 262 hp (195 kW) Leistung und liefert ein Drehmoment von 336 Nm. Zu einem späteren Zeitpunkt wurde der 3,5-Liter-EcoBoost-Motor mit 365 bhp (272 kW) eingeführt, welcher ausschließlich mit Allradantrieb erhältlich ist. Beide Motoren sind mit einem sechsstufigen Automatikgetriebe verbunden. Die Anhängelast beträgt 2040 kg. Der Allradantrieb ist so konstruiert, dass nicht nur das Antriebsmoment zwischen Vorderachse und Hinterachse verteilt werden kann, sondern auch das gesamte Antriebsmoment je nach Bedarf nur auf die Vorderachse oder nur auf die Hinterachse übertragen werden kann.

### Fahrwerk
Der Flex hat hinten Einzelradaufhängung. Er ist auf der gleichen Ford-D4-Plattform aufgebaut wie der Taurus.

## Trivia
Ein Flex der Vorserie wurde der Woodhouse Family der Serie Extreme Makeover: Home Edition der ABC in der Episode vom 13. Januar 2008 geschenkt.